# صوت مهدر
في الأنظمة الانتخابية، الصوت المهدر هو أي صوت تم الإدلاء به ولم يتم "توظيفه" لانتخاب فائز، وبالتالي فإن هذا الصوت غير ممثل في النتيجة. ومع ذلك، فإن ه1ا المصطلح غامض وغير محدد بشكل جيد، حيث أنه مستخدم للإشارة إلى مجموعة واسعة من المفاهيم والمقاييس غير المرتبطة. إن التعريف الدقيق للصوت المهدر يمكن أن يكون له تأثير كبير على نتائج عمليات التحليل. على سبيل المثال، بموجب أضيق تعريف ممكن للأصوات المهدرة، نظام الصوت الواحد القابل للتحويل يمكن اعتباره لا يتضمن أي أصولات مهدرة. ومع ذلك، إذا تم توسيع تعريف الصوت المهدر ولو قليلاً، فمن الممكن تصنيف ما يصل إلى 100% من أصوات التصويت الفردي القابل للتحويل على أنها مهدرة لأن التصويت الفردي القابل للتحويل يفشل في تلبية معيار الإجماع؛ أي أنه من الممكن انتخاب هيئة تشريعية يتفق كل ناخب على أنها أسوأ من بعض البدائل.

## مصطلحات
هناك نوعان مختلفان من الأصوات الضائعة:
- الأصوات الزائدة هي الأصوات التي حصل عليها المرشح أكثر مما كان يحتاج إليه.
- الأصوات المفقودة هي الأصوات التي لم تكن كافية لإحداث تأثير من خلال الفوز بمقعد.

في بعض الأحيان، يتم استخدام مصطلح "الأصوات المهدرة" من قبل البعض للإشارة فقط إلى "الأصوات المفقودة"، بينما يوم آخرون لاستخدامه في الإشارة إلى مجموع الأصوات المفقودة والأصوات الزائدة.